# Electric Park

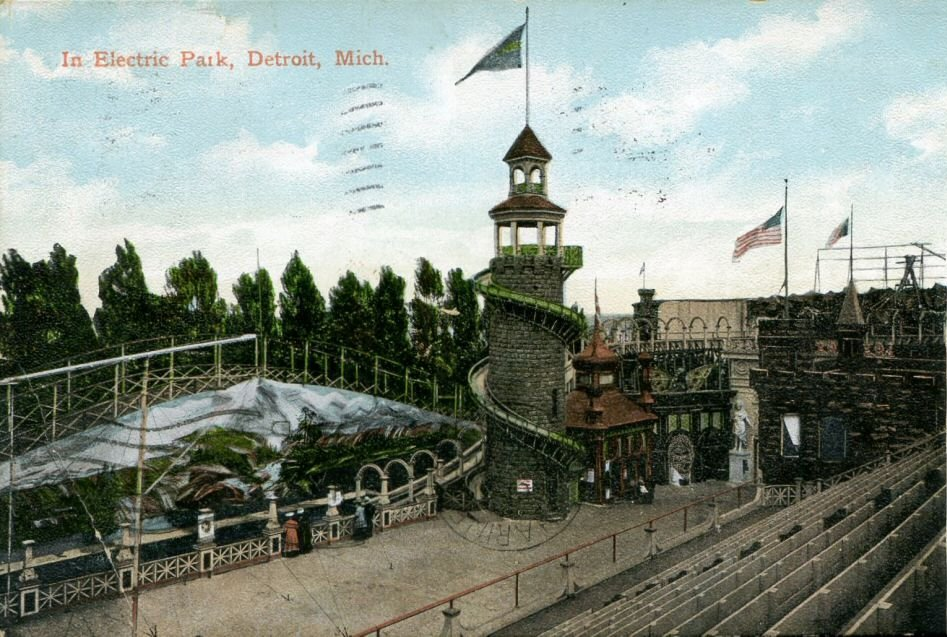
Electric Park di Detroit

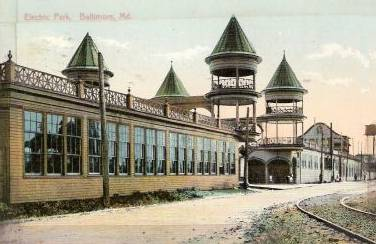
Electric Park di Baltimora nel 1907. L'ingresso fungeva anche da fermata per il tram locale (come testimoniano i binari in basso a destra). Gli edifici del parco furono rasi al suolo nel 1916.

Electric Park era il nome condiviso nei primi anni del Novecento da diversi di parchi di divertimento negli Stati Uniti d'America che furono costruiti e posseduti da compagnie elettriche e compagnie di tram.

## Storia
La maggior parte dei parchi erano di proprietà di società elettriche e di tram, che spesso avevano una o più linee che trasportavano le persone tra i centri delle varie città e le aree residenziali e industriali. (Dopo il 1900, le linee ferroviarie elettriche  iniziarono a trasportare i pendolari da una città all'altra). Inizialmente, i tram e le linee avrebbero funzionato con un livello ridotto nei fine settimana o sarebbero rimasti completamente inattivi. Per generare traffico nei week-end, le compagnie creavano nuove destinazioni, generalmente alla fine delle loro linee, affinché il pubblico potesse frequentarlo, realizzando un parco per il picnic o un parco divertimenti. Indipendentemente dal tipo di parco, le destinazioni di proprietà della compagnia elettrica locale o raggiunte con il tram erano comunemente chiamate Electric Park.
Dopo il 1903, il successo del Luna Park di Coney Island (con l'ingresso del parco ricoperto di luci elettriche) ispirò la creazione dei parchi elettrici, che si diffusero in tutto il Nord America (allo stesso tempo, Frederick Ingersoll, ispirato allo stesso modo, iniziò a costruire il suo impero delle montagne russe). L'esistenza di questi parchi fu generalmente breve: la maggior parte di essi chiuse nel 1917, anno dell'entrata degli Stati Uniti nella prima guerra mondiale mentre l'ultimo parco ancora attivo a Detroit chiuse nel 1928. Walt Disney successivamente si ispirerà a questi parchi per la costruzione di Disneyland.

## Principali parchi
La data e l'ubicazione del primo Electric Park sono attualmente sconosciute. Alcuni esistevano prima del 1900. Da allora, decine di parchi di divertimento hanno utilizzato la denominazione:

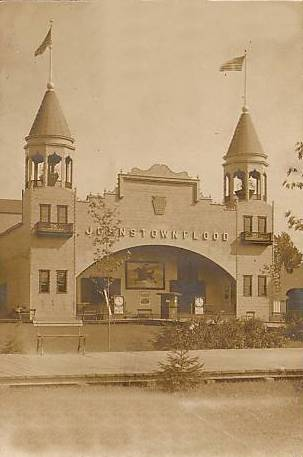
Mostra sull'inondazione di Johnstown all'Electric Park di Baltimora

- Electric Park, Baltimora, Maryland (giugno 1896 - 1916)[10]
- Electric Park, Detroit, Michigan (maggio 1905 - 1928)[11]
- Electric Park, Fort Smith, Arkansas (1905 - 1920)[12]
- Electric Park, Hancock, Michigan (giugno 1906 -1933)[13]
- Electric Park, Holland, Michigan, noto anche Jenison Electric Park[14]
- Electric Park, Iola, Kansas (1901 - 1918)[15]
- Electric Park, Joplin, Missouri (giugno 1909 - 1912)[16]
- Electric Park, Kansas City, Missouri (1907- 1925)[17]
- Electric Park, Plainfield, Illinois (1904–1932)[18]
- Electric Park, St. Louis, Missouri in Creve Coeur Park[19]

## Note

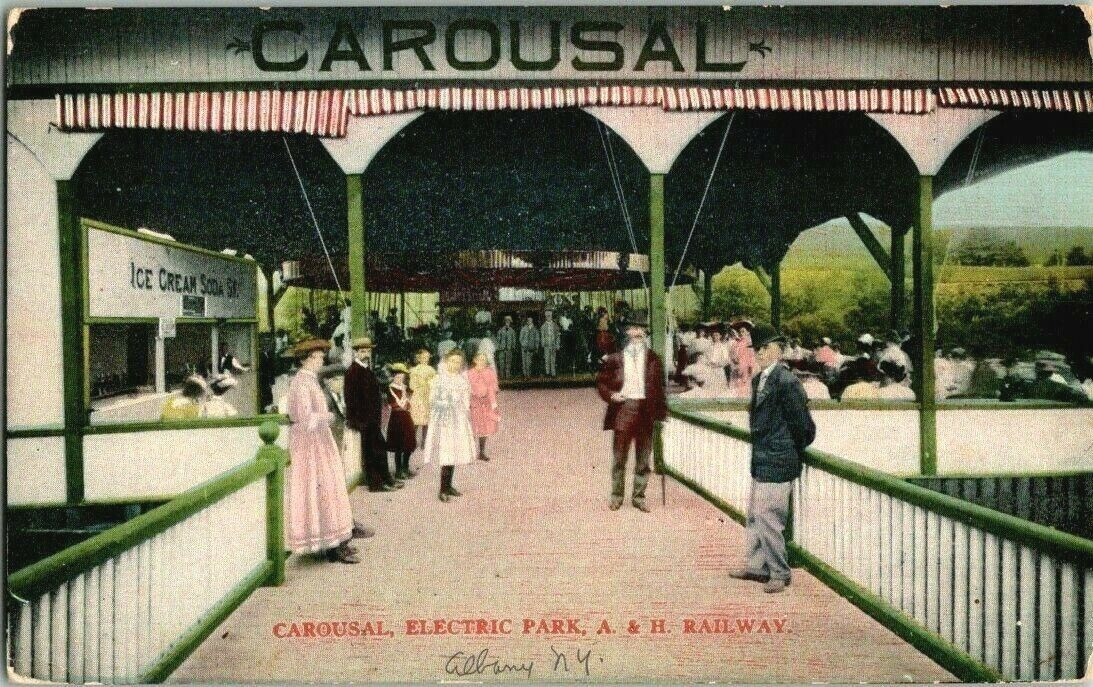
Cartolina del Carousal all'Electric Park, 1909